# Guilhèm de Puèglaurenç
Guilhèm de Puèglaurenç (en llatí Guillelmus de Podio Laurenti, traduït en francès com a Guillaume de Puylaurens), (Tolosa? c.1200-c.1274) va ser un religiós occità i cronista en llatí del segle XIIIe. És l'autor d'una història de la Croada albigesa i el catarisme.

## Biografia
Sabem poques coses de la seva vida. Va néixer el 1201 o el 1202 a Tolosa, perquè sembla que els seus records d'infància estan tots relacionats amb aquesta ciutat, i perquè Bernat Gui al seu De fundatione et prioribus coventuum ho corrobora. Allà hauria estudiat a la nova universitat i hauria obtingut el títol de "Mestre" abans de l'any 1237.
Va treballar amb el bisbe Folquet des del 1228 fins al desembre de 1231. Va ser capellà (rector ecclesie) a Puèglaurenç, població del Tarn que depenia en aquells moments de la diòcesi de Tolosa, des de 1237 fins a 1240. Durant aquest període es va mantenir en els cercles del successor de Folquet, el bisbe Ramon del Falga, primer a Tolosa i després a Carcassona (a partir del 1240). Va treballar ocasionalment com a inquisidor o delegat de l'inquisidor Ramon Resplandis del desembre del 1253 fins al 1274.
Hi ha la teoria desenvolupada per Yves Dossat que Guilhèm de Puèglaurenç no va ser mai el capellà de Ramon VII de Tolosa. Segons aquest autor un notari del comte amb el mateix nom hauria estat l'origen de la confusió. Tanmateix investigadors de la solvència de Jean Duvernoy han contradit Dossat posteriorment argumentant que, malgrat els seus raonaments, tot el que sabem del personatge apunta indefectiblement a la consideració que va ser durant un temps el capellà del comte.
Segurament va morir després de 1274, quan se li perd la pista definitivament.

## Obra
Guilhèm de Puèglaurenç va escriure la Crònica versemblantment entre els anys 1250 i 1274. Aquesta obra parla de la Croada albigesa, la incorporació del comtat de Tolosa a la corona francesa, de l'afer del comte de Foix i de la successió del regne de Sicília. És una obra curta i poc abesada als detalls, ja que la intenció inicial era fer una cronologia d'esdeveniments any per any. Pel seu contingut sembla força probable que l'autor hagués consultat tant la Historia Albigensis de Pere dels Vaux-de-Cernay, com la Cançó de la Croada.

### Còpies
La Crònica de Guilhèm de Puèglaurenç ha arribat fins a nosaltres gràcies a 7 còpies antigues: els manuscrits llatins 4649, 5212, 5213 i 12714 conservats a la Biblioteca Nacional de París; el manuscrit 450 de la Biblioteca municipal de Tolosa; l'edicio publicada per Catel el segle XVII; i l'edició impresa anomenada Praeclara Francorum facinora. De totes aquestes còpies només el manuscrit 5212 és d'una redacció contemporània a l'autor (principis del segle XIV). El manuscrit 450 de Tolosa és també del segle xiv. La resta són totes elles còpies posteriors al segle xvi.
A continuació es mostra el stemma dels documents coneguts proposada per Jean Duvernoy:
|  |  |       |  |  |  |  |  | ORIGINAL |  |  |  |  |  |  |  |  |  |  |  |  |  |  |  |  |  |  |  |
|  |  |       |  |  |  |  |  |          |  |  |  |  |  |  |  |  |  |  |  |  |  |  |  |  |  |  |  |
|  |  |       |  |  |  |  |  |          |  |  |  |  |  |  |  |  |  |  |  |  |  |  |  |  |  |  |  |
|  |  |       |  |  |  |  |  |          |  |  |  |  |  |  |  |  |  |  |  |  |  |  |  |  |  |  |  |
|  |  |       |  |  |  |  |  |          |  |  |  |  |  |  |  |  |  |  |  |  |  |  |  |  |  |  |  |
|  |  |       |  |  |  |  |  |          |  |  |  |  |  |  |  |  |  |  |  |  |  |  |  |  |  |  |  |
|  |  |       |  |  |  |  |  |          |  |  |  |  |  |  |  |  |  |  |  |  |  |  |  |  |  |  |  |
|  |  |       |  |  |  |  |  |          |  |  |  |  |  |  |  |  |  |  |  |  |  |  |  |  |  |  |  |
|  |  |       |  |  |  |  |  |          |  |  |  |  |  |  |  |  |  |  |  |  |  |  |  |  |  |  |  |
|  |  |       |  |  |  |  |  |          |  |  |  |  |  |  |  |  |  |  |  |  |  |  |  |  |  |  |  |
|  |  | 12714 |  |  |  |  |  |          |  |  |  |  |  |  |  |  |  |  |  |  |  |  |  |  |  |  |  |
|  |  |       |  |  |  |  |  |          |  |  |  |  |  |  |  |  |  |  |  |  |  |  |  |  |  |  |  |
|  |  |       |  |  |  |  |  |          |  |  |  |  |  |  |  |  |  |  |  |  |  |  |  |  |  |  |  |
|  |  | 4649  |  |  |  |  |  |          |  |  |  |  |  |  |  |  |  |  |  |  |  |  |  |  |  |  |  |
|  |  |       |  |  |  |  |  |          |  |  |  |  |  |  |  |  |  |  |  |  |  |  |  |  |  |  |  |

### Obra publicada
- Catel, Guillaume. Histoire des Comtes de Tolose (en llatí).  Tolosa de Llenguadoc: Pierre Bosc Marchand Libraire, 1623, p. 47-107 de l'apèndix.
- Puèglaurenç, Guilhèm. Chronique de Guillaume de Puylaurens, contenant l'histoire de l'expédition des Français contre les Albigeois (en francès).  París: Chez J.-L.-J. Brière, Librairie, 1824. «Edició a càrrec de F. Guizot»
- Puèglaurenç, Guilhèm. Chronique de maître Guillaume de Puylaurens sur la guerre des albigeois (1202-1272) (en francès).  Besiers: Imprimerie J. Delpech, 1864. «trad. Charles Lagarde»
- Puèglaurenç, Guilhèm. Chronique de Guillaume de Puylaurens (en llatí i francès).  Tolosa de Llenguadoc: Le Pérégrinateur, 1996. ISBN 2-910352-06-4. «trad. Jean Duvernoy»
- Sibly, Michael D.; Sibly, William A. The chronicle of William of Puylaurens. The Albigensian crusade and its Aftermath (en anglès).  Woodbridge: Boydell Press, 2003. ISBN 0-85115-925-7.

### Estudis
- Beyssier, J. «Guillaume de Puylaurens et sa Chronique» (en francès). Troisièmes mélanges d'histoire du Moyen Âge. Bibliothèque de la Faculté des lettres de Paris 18°, 1904, pàg. 85-175.
- Dossat, Yves «La Chronique de Guillaume de Puylaurens» (en francès). Actes des congrès de la Société des historiens médiévistes de l'enseignement supérieur public, vol. 8, núm. 1, 1977, pàg. 259-265.
- Dossat, Yves «Le chroniqueur Guillaume de Puylaurens était-il chapelain de Raymond VII ou notaire de l'inquisition toulousaine» (en francès). Annales du midi, vol. 65, núm. 23, 1953, pàg. 343-353.
- Tyl-Labory, Gillette, "Guillaume de Puylaurens" a Dictionnaire des lettres françaises: le Moyen Âge, éd. Geneviève Hasenohr i Michel Zink, Paris, Fayard (La Pochothèque), 1994 p. 640-641